# Giora Dori
Giora Dori (in ebraico גיורא דורי‎?; 21 gennaio 1949) è un ex cestista israeliano.
È il padre di Meirav Dori, anch'ella cestista.

## Carriera
Con Israele ha partecipato ai Campionati europei del 1969. 